# Ropalospora hibernica
Ropalospora hibernica är en lavart som först beskrevs av P. James & Poelt, och fick sitt nu gällande namn av Tønsberg. Ropalospora hibernica ingår i släktet Ropalospora och familjen Ropalosporaceae.   Inga underarter finns listade i Catalogue of Life.